# Jochen Baltzer
Jochen Baltzer (* 3. Juni 1937 in Berlin) ist ein deutscher Gebrauchsgrafiker.

## Leben und Werk
Baltzer ist der Sohn des Graphikers Hans Baltzer. Er absolvierte von 1953 bis 1956 eine Lehre als Offsetdrucker und arbeitet dann in Berlin in seinem Beruf. Von 1960 bis 1963 studierte er Typografie an der Fachschule für Werbung und Gestaltung Berlin-Hohenschönhausen. Danach war er bis 1967 Hersteller und künstlerischer Berater beim Altberliner Verlag Lucie Groszer. Seitdem arbeitete er in Berlin als freischaffender Gebrauchsgrafiker. U. a. gestaltete er von 1967 bis 1971 mit Siegfried Riemer (* 1936) das Layout der im Verlag Volk und Gesundheit Berlin erscheinenden Monats-Zeitschrift Deine Gesundheit. Ein wichtiger Auftraggeber war der VEB Kombinat Carl Zeiss Jena. Für diesen gestaltete er u. a. 1981 den Auftritt auf der Leipziger Messe, und von 1983 bis 1987 war er für den Komplex Werbung und Öffentlichkeitsarbeit des Kombinats verantwortlich. Baltzer betätigte sich auch als Buchillustrator- und Gestalter, nach der deutschen Wiedervereinigung auch wieder für den Altberliner Verlag.
1987 stellte er der Kinder- und Jugendbuchabteilung der Staatsbibliothek zu Berlin mehr als eintausend Blatt Illustrationen seines Vaters als Dauerleihgaben zur Verfügung.
Baltzers Sohn Hans Baltzer ist Graphikdesigner und Illustrator.

## Teilnahme an zentralen und wichtigen regionalen Ausstellungen in der DDR
- 1976, 1978, 1982 und 1986: Berlin, Bezirkskunstausstellungen (Gebrauchsgrafik)
- 1982/1983 und 1987/1988; Dresden, IX. und X. Kunstausstellung der DDR